# (400106) 2006 TJ84
(400106) 2006 TJ84 es un asteroide perteneciente al cinturón de asteroides, descubierto el 13 de octubre de 2006 por el equipo del Spacewatch desde el Observatorio Nacional de Kitt Peak, Arizona, Estados Unidos.

## Designación y nombre
Designado provisionalmente como 2006 TJ84.

## Características orbitales
2006 TJ84 está situado a una distancia media del Sol de 2,630 ua, pudiendo alejarse hasta 2,999 ua y acercarse hasta 2,261 ua. Su excentricidad es 0,140 y la inclinación orbital 7,951 grados. Emplea 1558,00 días en completar una órbita alrededor del Sol.

## Características físicas
La magnitud absoluta de 2006 TJ84 es 16,8.